# Parque Nacional do Jaú

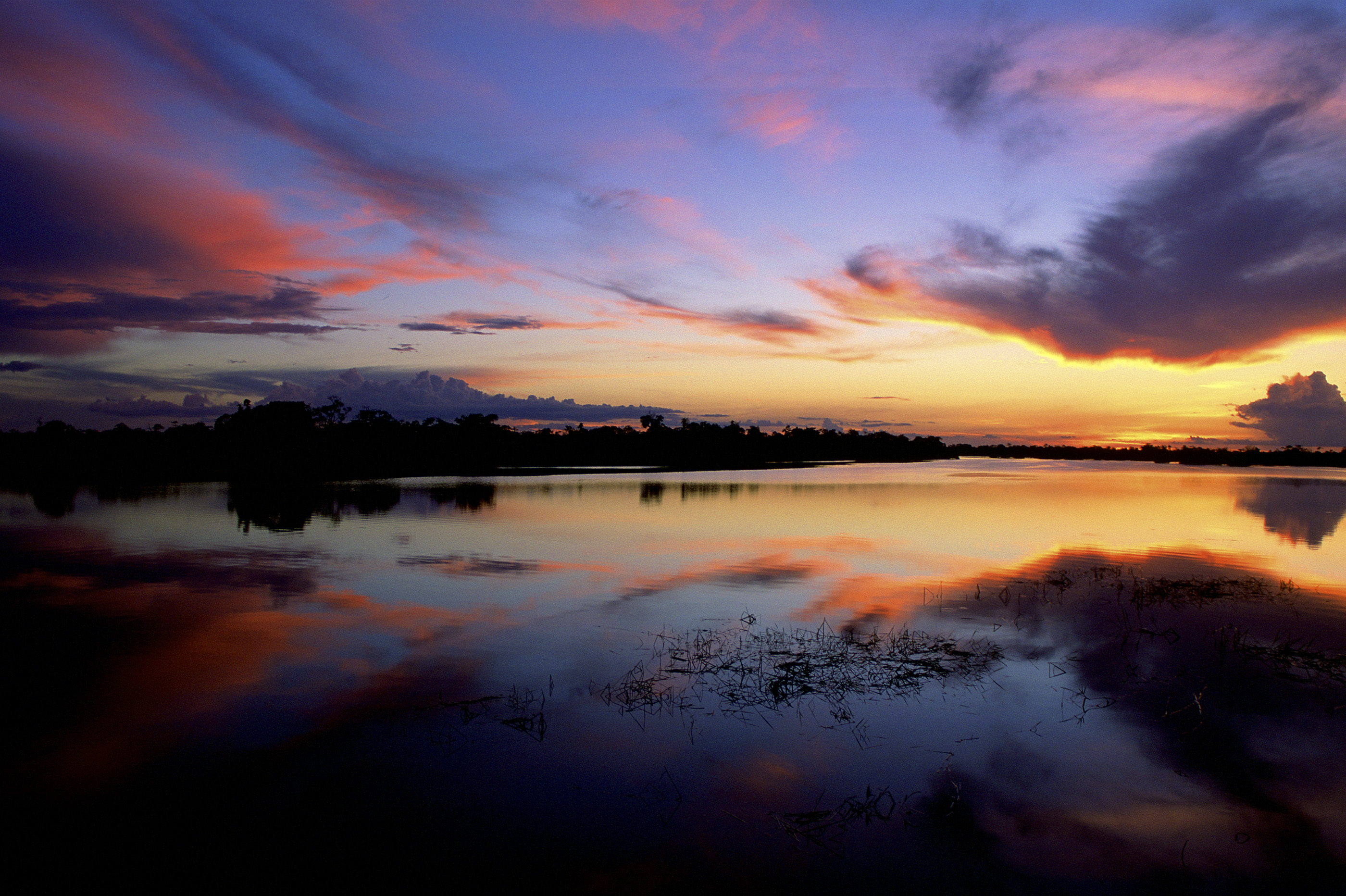
Rio a passar pelo parque

O Parque Nacional do Jaú é uma unidade de conservação brasileira de proteção integral da natureza localizada no estado do Amazonas, com território distribuído pelos municípios de Barcelos e Novo Airão, em plena floresta Amazônica.
Com um área de 2 367 333 ha e um perímetro de 1 213 km, Jaú é a quarta maior reserva florestal do Brasil e o terceiro maior parque do mundo em floresta tropical úmida intacta. Criado através do Decreto Nº 85.200, emitido pelo Presidente da República, João Figueiredo, em 24 de setembro de 1980, o parque tem por finalidade a preservação dos ecossistemas naturais englobados contra quaisquer alterações que os desvirtuem,destinado-se a fins científicos, culturais, educativos e recreativos.
Atualmente sua administração está a cargo do Instituto Chico Mendes de Conservação da Biodiversidade (ICMBio).
O Parque tem o título de Patrimônio Mundial Natural da Unesco e integrada o Sítio Ramsar do Rio Negro. 

## Atrativos
O Parque Nacional do Jaú dispõe de atrativos durante todo o ano. Os períodos de seca (normalmente entre setembro e fevereiro) e cheia (entre março e agosto) na Amazônia proporcionam paisagens e experiências diferentes. O ideal é poder conhecer a Amazônia nos seus diferentes ciclos. Durante o período de seca é possível visitar as praias, corredeiras, pedrais, Petróglifos, enquanto na cheia é possível adentrar a mata de igapó e fazer trilhas aquáticas. Conta com a exuberância da Floresta Amazônica e toda sua biodiversidade de flora e fauna. O parque é ótimo para a prática de caminhada e canoagem e, claro, para contemplação das suas belezas naturais. Há fluxo de visitas ao rio Carabinani.
A riqueza da Floresta Tropical (igapós, terra firme, campinaranas, campinas, buritizais, dentre outros) corredeiras, praias e um grande número de registros de inscrições rupestres e artefatos arqueológicos são os chamativos do parque. O local é representado por um maciço de vegetação, sendo composto por Floresta Densa Tropical ou Florestas Abertas. 
Existem empresas e condutores que oferecem passeios ao parque desde Manaus ou Novo Airão.
Atualmente não é feita cobrança da taxa de entrada no Parque, mas é necessário ter uma autorização de entrada, através do preenchimento de um formulário com as informações sobre os visitantes e da visita. Para mais informações, entrar em contato pelo E-mail (parnajau@icmbio.gov.br) ou diretamente no escritório do Parque, em horário comercial.
A permanência no Parque está permitida 24 horas, mas a passagem de entrada e saída na base avançada do Parque Nacional do Jaú deve ocorrer entre 07h00 e 20h00.

## Antecedentes legais
A criação do Parque foi proposta pelo IBDF, com apoio dos estudos realizados pelo INPA (Instituto de Pesquisa da Amazônia), considerando a área valiosa para preservação de recursos genéticos.
O Parque foi criado em 24 de setembro de 1980, pelo Decreto 85.200. Em 2000, o parque foi inscrito pela UNESCO na lista do Patrimônio Mundial.

## Aspectos culturais e históricos
No Rio Negro, próximo ao rio Jaú estão localizadas as ruínas de Airão Velho, que foi o povoado mais antigo da colonização portuguesa no rio Negro e foi um importante centro de comércio durante o Ciclo da Borracha. Por toda a região do Parque, nos rios Negro, Jaú e Unini, existem vestígios de antigos povos indígenas, na forma de cerâmica e petroglifos.
A bacia do rio Jaú, que banha o parque, recebeu o nome graças a um dos maiores peixes brasileiros. A palavra Jaú, que vem do Tupi, também acabou nomeando o segundo maior parque nacional do Brasil.
Uma das peculiaridades mais extraordinárias do Parque Nacional do Jaú é o fato de ser esta a única Unidade de Conservação do Brasil que protege totalmente a bacia de um rio extenso e volumoso: a do rio Jaú, de aproximadamente 450 km. Dessa forma, preserva-se o ecossistema de águas pretas.
Quilombo do Tambor -
Há que se destacar que o Parque fui criado sem levar em consideração a existência de centenas de famílias que vivem ali há décadas, com destaque para a comunidade Quilombola do Tambor. Hoje vivem ali dezenas de famílias que lutam para manter seus direitos e garantir sua qualidade de vida. Em 2006, a comunidade remanescente de quilombo do Tambor, localizada no
Rio Jaú, foi reconhecida oficialmente pela Fundação Cultural Palmares, sob o Registro nº 563, Fl. 73, de 19 de maio de 2006, através da Portaria nº 11, de julho de 2006. Diário Oficial da União, nº 108, 07/07/2006. Até o momento eles lutam pela demarcação de sua terra, em processo que está na justiça. 

## Aspectos físicos e biológicos

### Clima
Clima constantemente úmido (florestas tropicais). A temperatura média anual varia em torno de 26 C° e 26,7 C°, com máximas de 31,4 e 31,7C° e as mínimas entre 22 C° e 23 C° (DMPM, 1992). O período chuvoso compreende os meses de dezembro e abril e menos chuvoso entre julho e setembro. Fenômeno climático é o Blowdown (queda de vento) 100 km/ hora.

### Relevo
Situado no planalto rebaixado da Amazônia Ocidental, tem relevo aplainado e altitudes em torno de 100 metros. Assenta-se sobre interflúvios tabulares, geralmente separados por vales periodicamente ou permanentemente alagados. Acompanhando os leitos dos rios ocorrem aluviões do quaternário, formados por areias, siltes e argilas.

### Vegetação
Na vegetação há a predominância de floresta ombrófila densa, onde são freqüentes os grupos de castanheira-do-pará (Bertholletia excelsa), angelim-rajado (Pithecelobium racemosum), quaruba (Vochysia maxima), sucupiras (Diplotropis spp), ucuubas (Virola spp), breus (Protim spp) e maçaranduba (Manilkara huberi). É também freqüente na área um cipó que fornece água de excelente qualidade: o Daliocarpus rolandri.
Em plano mais elevado, a nordeste do Parque, encontra-se uma porção de floresta densa submontana, onde os arbustos mais representativos são o amapá-doce (Parahancornia amapa), mangarana (Microphalis guianensis), sorva (Couma guianensis) e jarana (planta) (Holopyxidium jarana).
Ao longo das planícies aluviais dos rios Carabinani e Jaú, periodicamente inundadas, ocorrem os agrupamentos de palmeiras, como as paxiúbas (Iriartea spp), açaí (Euterpe oleraceae) e jauaris (Astrocaryon spp). E em áreas aluviais mais antigas, raramente atingidas por inundações, ocorre a floresta aberta aluvial, também com forte predominância de palmeiras, como o buriti e caranãs (Mauritia spp).

### Fauna
Típicos da fauna equatorial, são encontrados no Parque mamíferos de hábitos crepusculares e noturnos, como as já raras ou ameaçadas onça-pintada (Panthera onca), suçuarana ou onça-parda (Puma concolor), além de felinos menores, como a jaguatirica (Leopardus pardalis), jaguarundi (Herpailurus yagouaroudi) e gato-do-mato (Leopardus sp).
Há também o peixe-boi (Trichechus inunguis), a ariranha ou lontra gigante (Pteronura brasiliensis), botos (Inia sp, Sotalia sp), guariba-vermelho (Alouata seniculus), macaco-da-noite (Aotus trivirgatus), macaco-de-cheiro (Saimiri sciureus) e anta (Tapirus terrestris).
Entre os peixes, encontra-se o pirarucu (Arapaima gigas), tucunaré (Cichla sp) e tambaquis (Colossoma spp).
Há uma grande variedade de répteis: jabutis (Geochelone spp), jacaré-açu (Melanosuchus niger), sucuri (Eunectes murinus) e tartarugas. Entre as aves, há garças, araras, papagaios e bacuraus, entre outras.